# Munida sarsi
Munida sarsi är en kräftdjursart som beskrevs av Huus 1935. Munida sarsi ingår i släktet Munida och familjen trollhumrar. Enligt den svenska rödlistan är arten sårbar i Sverige. Arten förekommer i Götaland. Artens livsmiljö är havet. Inga underarter finns listade i Catalogue of Life.